# Edmund Pluciński

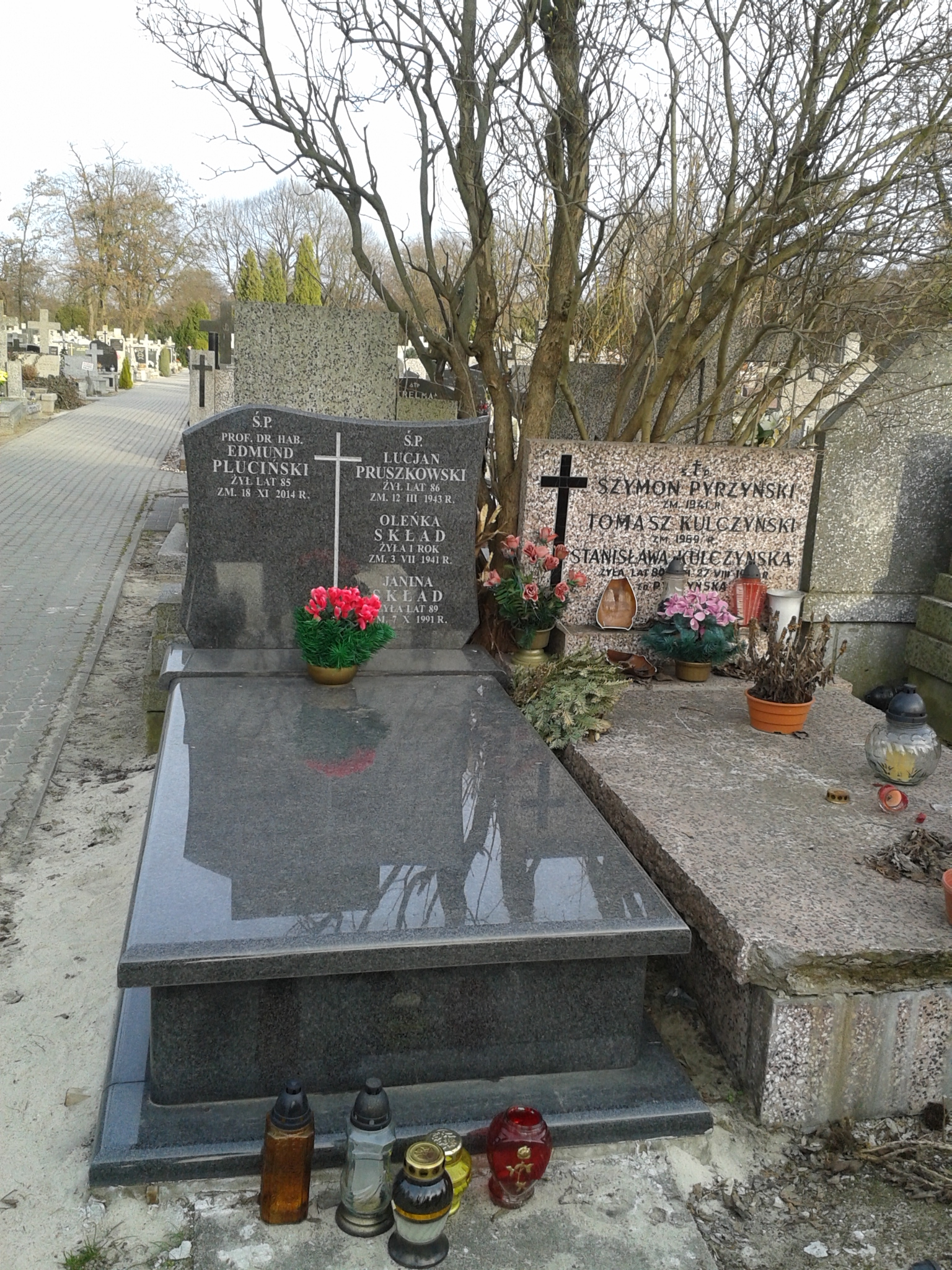
Grób prof. Edmunda Plucińskiego na cmentarzu Bródnowskim w Warszawie

Edmund Pluciński (ur. 1929, zm. 18 listopada 2014 w Warszawie) – polski matematyk, profesor nadzwyczajny doktor habilitowany.
Zasłużony nauczyciel akademicki związany z Wydziałem Fizyki Technicznej i Matematyki Stosowanej Politechniki Warszawskiej, w latach 1981-1987 pełnił funkcję prodziekana, a od 1987 przez trzy lata dziekana tego wydziału. Edmund Pluciński był autorem wielu podręczników akademickich i szkolnych oraz książek dotyczących problematyki matematycznej. Swoje wspomnienia zawarł w opublikowanej w 2014 książce "Refleksja i uśmiech: anegdoty o pracownikach i studentach Politechniki Warszawskiej".
Odznaczony Krzyżem Kawalerskim Orderu Odrodzenia Polski i Medalem Komisji Edukacji Narodowej.
Został pochowany na cmentarzu Bródnowskim (kw. 86B, rząd 4, grób 32).

## Publikacje
- "Zadania i testy z matematyki dla uczniów szkół średnich" (współautor Bogusław Gdowski);
- "Zadania i testy z matematyki dla uczniów szkół średnich. Klasy 1-2" (współautor Bogusław Gdowski);
- "Zbiór zadań z matematyki dla kandydatów na wyższe uczelnie" (współautor Bogusław Gdowski);
- "Zadania z rachunku prawdopodobieństwa i statystyki matematycznej dla studentów politechnik" (współautor Agnieszka Plucińska);
- "Probabilistyka. Rachunek prawdopodobieństwa, statystyka matematyczna, procesy stochastyczne" (współautor Agnieszka Plucińska);
- "Elementy probablistyki (współautor Agnieszka Plucińska)";
- "Zadania z probabilistyki" (współautor Agnieszka Plucińska);
- "Zadania z rachunku wektorowego i geometrii analitycznej" (współautor Bogusław Gdowski);